# Naoji Itō
Naoji Itō (jap. 伊藤 直司, Itō Naoji; * 1. Juli 1959 in der Präfektur Mie) ist ein ehemaliger japanischer Fußballspieler und -trainer.

## Nationalmannschaft
1981 debütierte Itō für die japanische Fußballnationalmannschaft.